# Cercle Mbéri Sportif
Atletic Olympique Cercle Mbéri Sportif Football Club w skrócie Cercle Mbéri Sportif znany też jako CMS Libreville – gaboński klub piłkarski grający w gabońskiej pierwszej lidze, mający siedzibę w mieście Libreville.

## Sukcesy
- I liga[1]:
  - mistrzostwo (3): 1966/1967, 1970/1971, 2019

## Występy w afrykańskich pucharach
| Sezon     | Rozgrywki           | Runda   | Kraj                     | Klub                   | Dom | Wyjazd | Dwumecz      |
| --------- | ------------------- | ------- | ------------------------ | ---------------------- | --- | ------ | ------------ |
| 1969      | Puchar Mistrzów     | wstępna | Wybrzeże Kości Słoniowej | Africa Sports National | 0–2 | 1–5    | 1–7          |
| 2018/2019 | Puchar Konfederacji | wstępna | Malawi                   | Silver Strikers        | 1–0 | 0–1    | 1–1 (k. 4–3) |
| 2018/2019 | Puchar Konfederacji | 1       | Maroko                   | Raja Casablanca        | 1–0 | 0–5    | 1–5          |
| 2019/2020 | Liga Mistrzów       | wstępna | Czad                     | Elect-Sport FC         | 0–0 | 0–2    | 0–2          |

## Stadion
Domowe mecze klub rozgrywa na stadionie o nazwie Stade Augustin Monédan de Sibang w Libreville, który może pomieścić 3280 widzów.

## Reprezentanci kraju grający w klubie od 2002 roku
Stan na styczeń 2023.
| - Medwin Biteghé - Malick Evouna - Rodrigue Fausther - Tchen Kabi - Williams Loussoueke - Serge Mabiala - Heinz Mickala - Rych Mvele Ebale - Didier Ndong - Stéphane Ndong - Boris Nguéma Békalé - Rodrigue Nguéma - Duval Nzembi - Cédric Ondo Biyoghé | - Grège Oyoubi - Anicet Yala - Arnold Yembi - Djamal Fassassi - Jean Ogouchi - Gabriel Nzeyimana Longo - Éric Batinga - Viera Ellong - Mahamadou Doumbia - Malick Demba - Romaric Lignanzi - Betrand Ningamba - Evrard Sokambi - Koffi Kossi |